# Quand tu nous tiens
Quand tu nous tiens, parfois nommé Cubitus, quand tu nous tiens ! est le 17e tome de la série de bande dessinée Cubitus, créée par Dupa. Paru en avril 1988, cet album contient 48 pages, illustrant chacune un gag différent,.